# Бегошув
Бегошув (пол. Biegoszów, нім. Hundorf) — село в Польщі, у гміні Свежава Злоторийського повіту Нижньосілезького воєводства.
Населення — 141 особа (2011).
У 1975-1998 роках село належало до Єленьогурського воєводства.

## Демографія
Демографічна структура станом на 31 березня 2011 року:
|          | Загалом | Допрацездатний вік | Працездатний вік | Постпрацездатний вік |
| -------- | ------- | ------------------ | ---------------- | -------------------- |
| Чоловіки | 70      | 18                 | 47               | 5                    |
| Жінки    | 71      | 15                 | 49               | 7                    |
| Разом    | 141     | 33                 | 96               | 12                   |

## Галерея

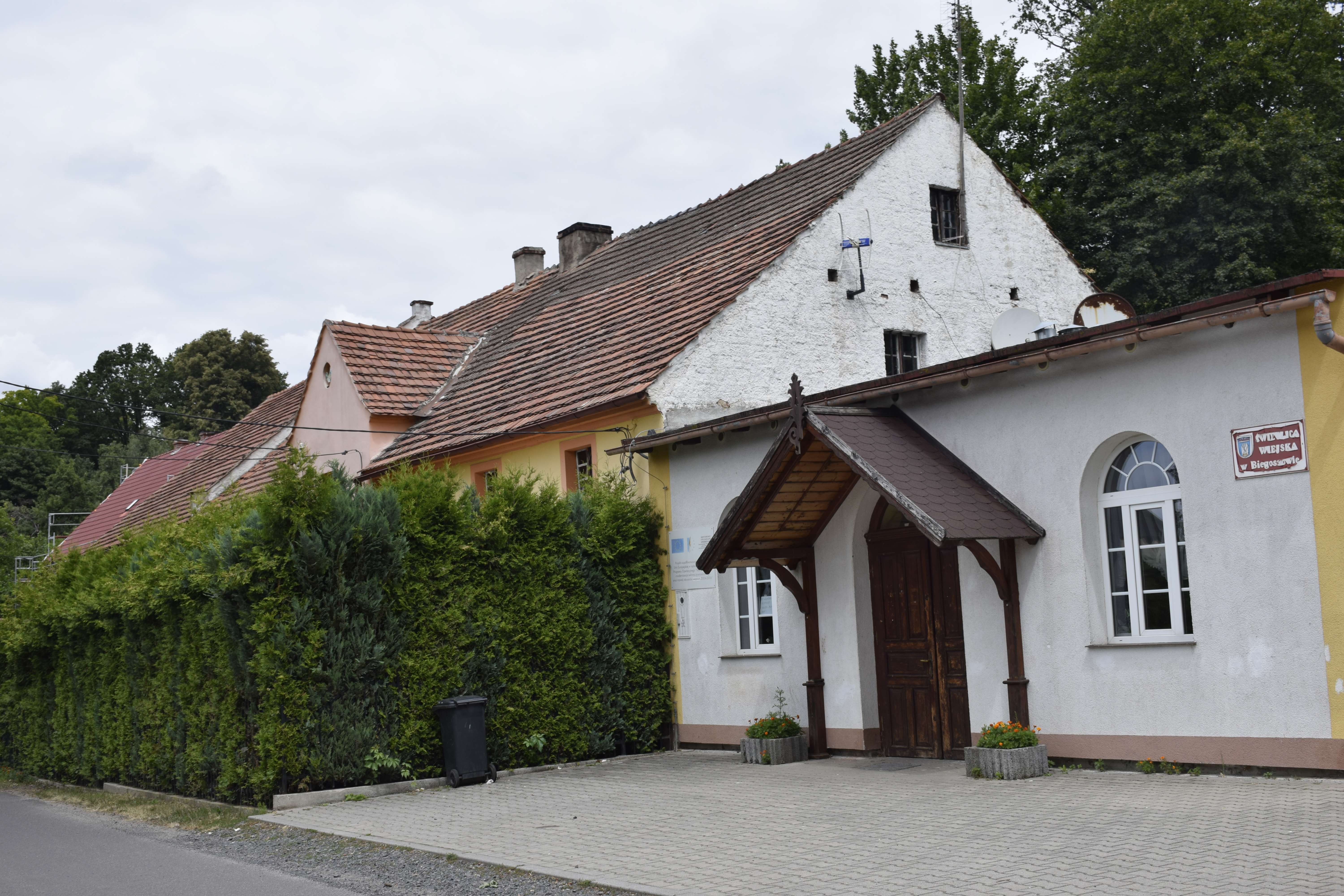
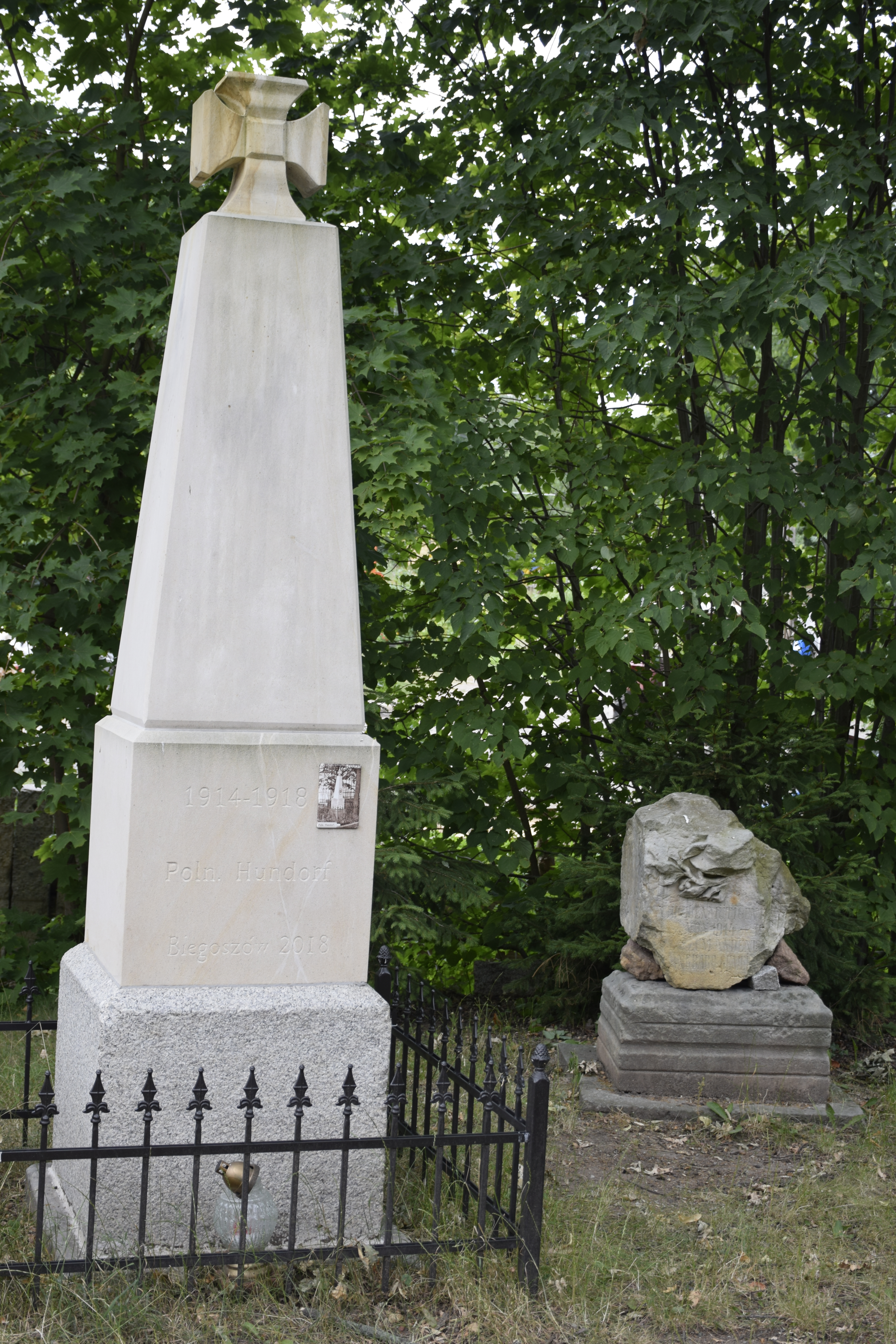
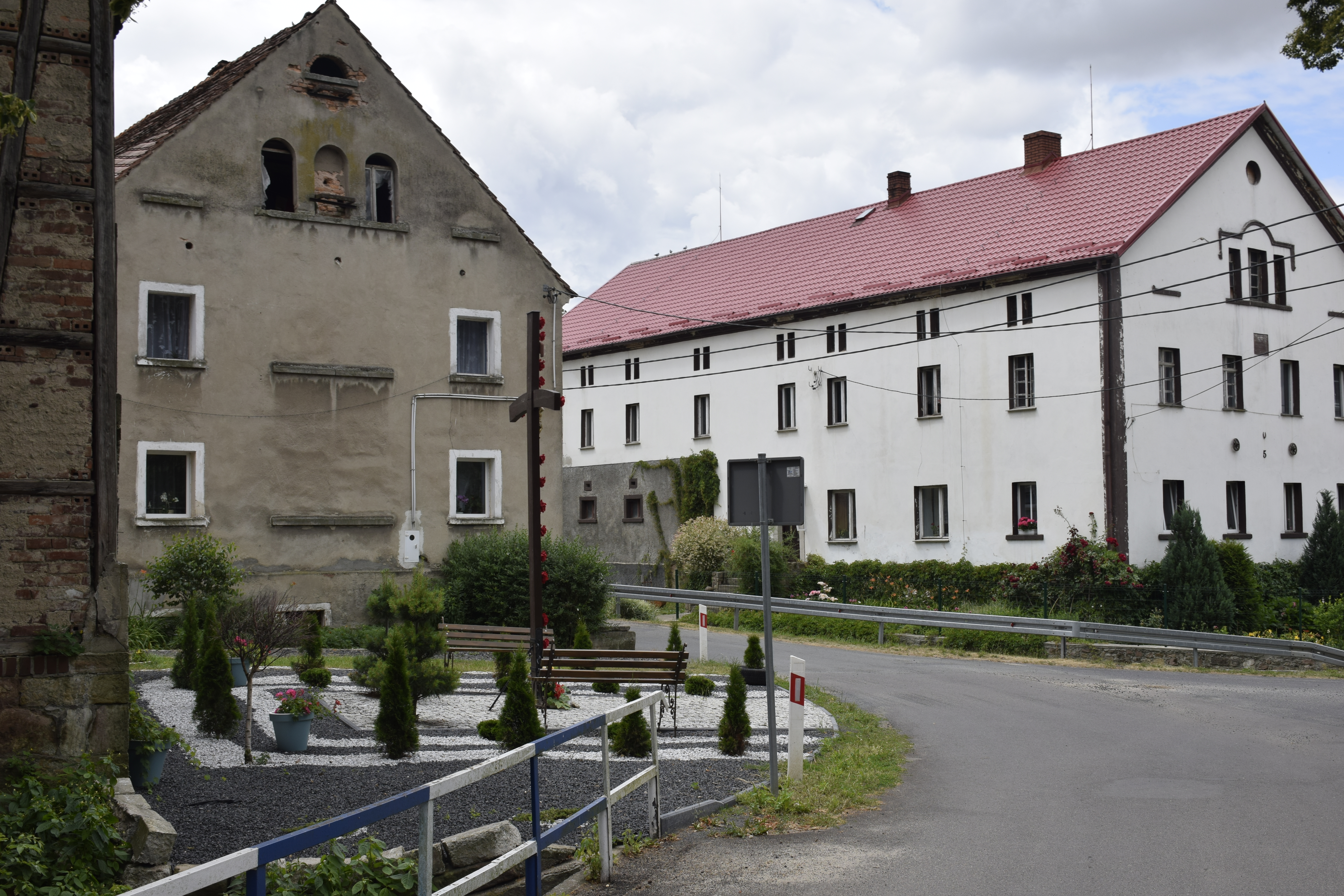
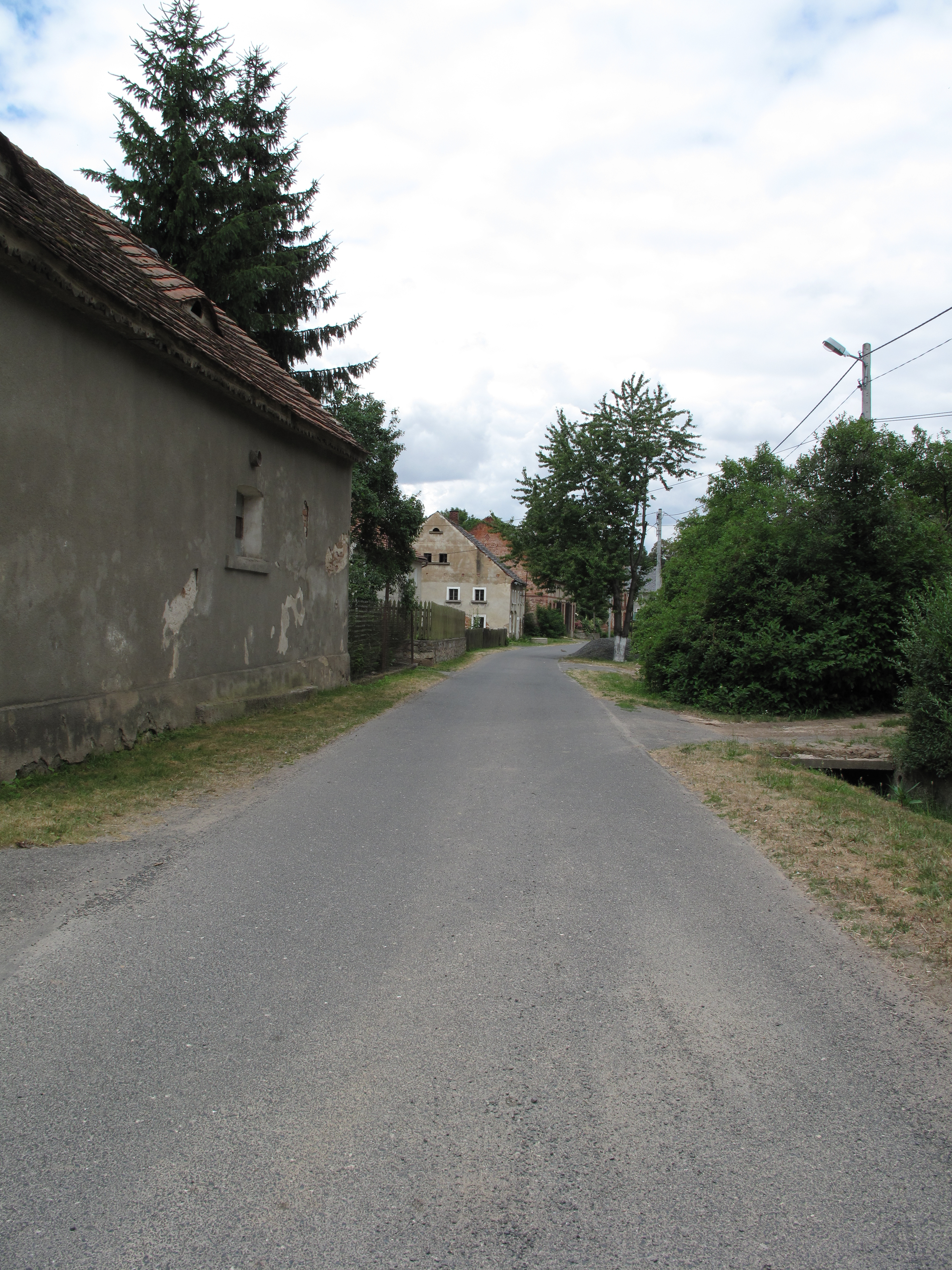